# Slängkälke

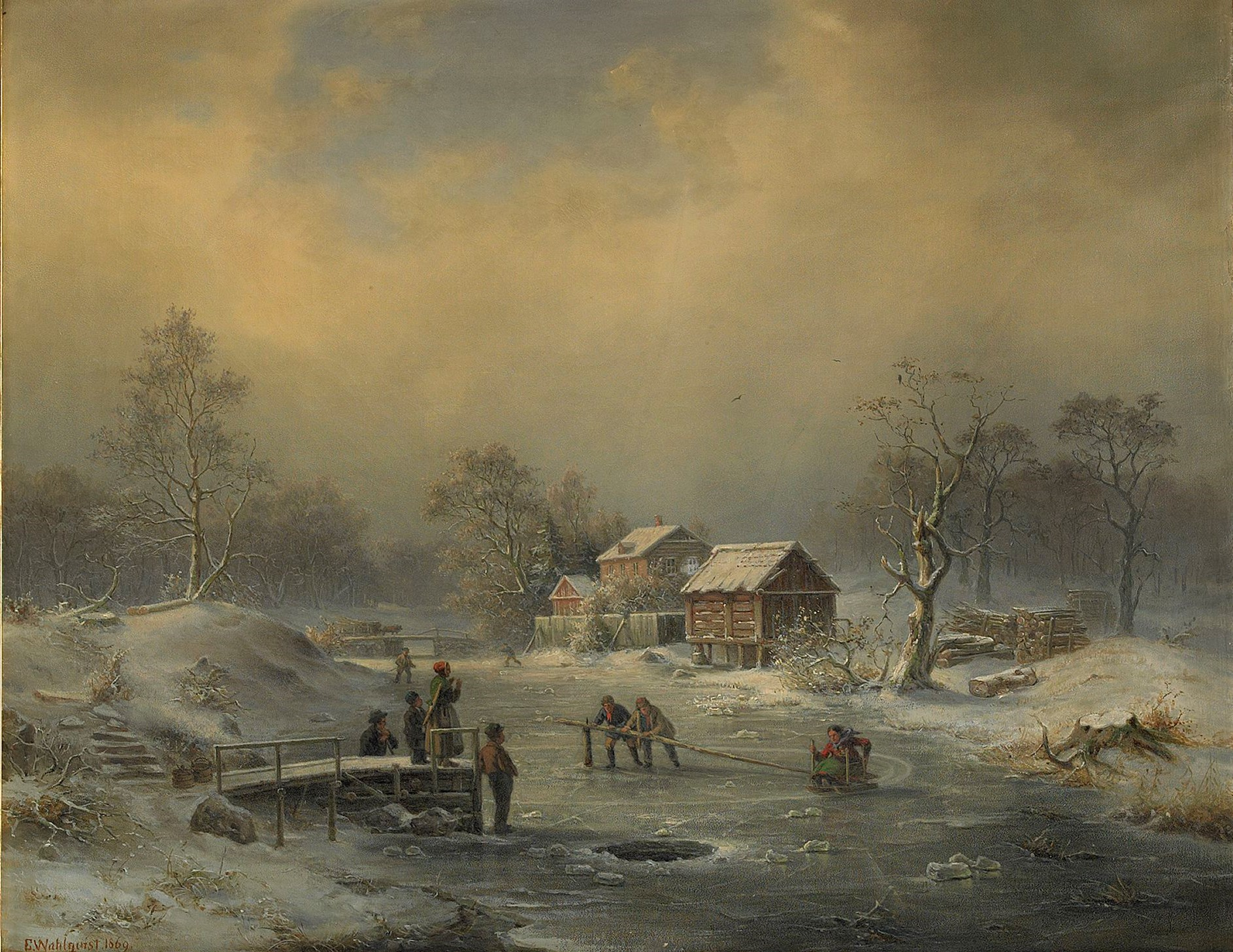
Slängkälke, målad av Ernfried Wahlqvist, 1869

En slängkälke är ett lekredskap bestående av en kälke fästad i en vågrät eller svagt lutande stång. Stångens andra ände är fäst i en stolpe på sådant sätt att stången och kälken kan rotera runt stolpen. När kälken löper på is och stången skjuts vågrätt kan kälken komma upp i hög fart. Stången och kälken är ofta av trä med metallbeslag.
Slängkälkar installeras vintertid i Stockholms parker.